# A világtörténet tankönyve
A Weber György-féle A világtörténet tankönyve című mű egy több kötetes 19. századi magyar nyelvű világtörténelem.

## Leírás
A Heckenast Gusztáv kiadásában 1865 és 1869 között 5 kötetben megjelent munka valójában Georg Weber német történetíró (1808–1888) Lehrbuch der Weltgeschichtejének fordítása. A mű körülbelül 2100 oldal terjedelemben tárgyalja a világ történelmét a kezdetektől a 19. század első feléig. Az 5. kötet tulajdonképpen függelék: a magyar irodalom áttekintését tartalmazza.
A műnek sem reprint, sem elektronikus kiadása mindezideig nem létezik.

## Tartalomjegyzék
| Kötetszám  | Kötetcím                                                 | Korszak   | Kiadási év |
| ---------- | -------------------------------------------------------- | --------- | ---------- |
| I. kötet   | Az ó világ története                                     | Ókor      | 1865       |
| II. kötet  | A népvándorlás és az egyistenhivés megalapítása          | Középkor  | 1865       |
| III. kötet | Az uj-kor                                                | Újkor I.  | 1866       |
| IV. kötet  | A forradalmak kora                                       | Újkor II. | 1866       |
| V. kötet   | Toldalék. A német és magyar irodalom története vázlatban | –         | 1869       |